# Erythroneura kennedyi
Erythroneura kennedyi är en insektsart som beskrevs av Knull 1945. Erythroneura kennedyi ingår i släktet Erythroneura och familjen dvärgstritar. Inga underarter finns listade i Catalogue of Life.